# Little Symphony (Goehr)
Little Symphony (kleine symfonie) is de titel van de eerste in een reeks ongenummerde symfonieën van Alexander Goehr. Na deze symfonie zouden nog drie andere symfonieën volgen, ook ongenummerd, ze zijn alleen herkenbaar aan hun titel.
De symfonie is geschreven ter nagedachtenis van de vader van Alexender, de dirigent en componist Walter Goehr. Walter Goehr had interesse, zoals meerdere dirigenten voor de Schilderijententoonstelling van Modest Moessorgski en, zoals minder dirigenten, in het werk van Arnold Schönberg van wie hij een leerling was. Alexander heeft dit is zijn symfonie verwerkt, die begint met een omwerking van de muziek van Catacomben (een deel van de schilderijententoonstelling) en een citaat uit Schönbergs Kamersymfonie.

## Muziek
Goehr bevindt zich op de scheidslijn tussen de klassieke muziek en de klassieke muziek van de 20e eeuw. De titel symfonie wijst naar de klassieke muziekcategorie. Het is geschreven in vier delen:
1. Lentissimo, molto sostenuto
2. Grave
3. Molto allegro
4. Quasi recitando, tempo commodo.

Het eerste deel is extreem kort; het bestaat uit de omwerking van de Catacomben, verdeeld over slechts 19 maten. Het tweede deel wijst alweer op het klassieke verleden en is een thema met in dit geval 16 variaties. Het derde deel is het opgewekte scherzo en bevat eigenlijk het enige slotakkoord van de symfonie. Deel vier bevat de recapitulatie van het gehele werk en sluit af met de begintonen. Qua muziekstijl bevindt het werk zich eveneens op een scheidslijn. Het is een grotendeels serieel werk met af en toe klassieke harmonieën.

## Orkestratie
De titel heeft niet betrekking op de tijdsduur, die met haar 28 minuten een volledige symfonie bevat. Het is een aanwijzing voor de orkestratie. Deze is op het niveau van kamermuziek:
- dwarsfluit / piccolo, 2 hobo's, klarinet, basklarinet;
- 2 hoorns, tuba
- strijkers

Deze kleine bezetting maakt de symfonie erg doorzichtig. Een tutti wordt bijna nergens gespeeld, dus de instrumentalisten spelen steeds soloachtig.

## Discografie
Goehr gaf destijds een interview aan British Composers in Interview, waarbij hij meedeelde dat goede muziek, hoe moeilijk ook, toch haar weg wel zou vinden naar het grotere publiek. Voor dit werk geldt dat niet. Er is slechts één opname beschikbaar. Het is een opname uit 1964, een jaar nadat de première werd gegeven in de York Minster. De opname werd verzorgd door leden van het London Symphony Orchestra onder leiding van Normal del Mar, die ook al de première verzorgden. Het verscheen op Lyrita, een destijds elitair platenlabel, dat het (toen al) vergeten Britse klassieke repertoire probeerde te promoten.

## Bron
- Lyrita uitgave.